# 金伯利鎮區 (明尼蘇達州艾特金縣)
金伯利鎮區（英語：Kimberly Township）是位於美國明尼蘇達州艾特金縣的一個行政鎮區。

## 地方資料
金伯利鎮區的面積為95.70平方千米，當中陸地面積為93.00平方千米，而水域面積為2.70平方千米。根據2020年美國人口普查的數據，當地共有人口188人，而人口密度為每平方千米1.96人。